# جورج ماركغريف

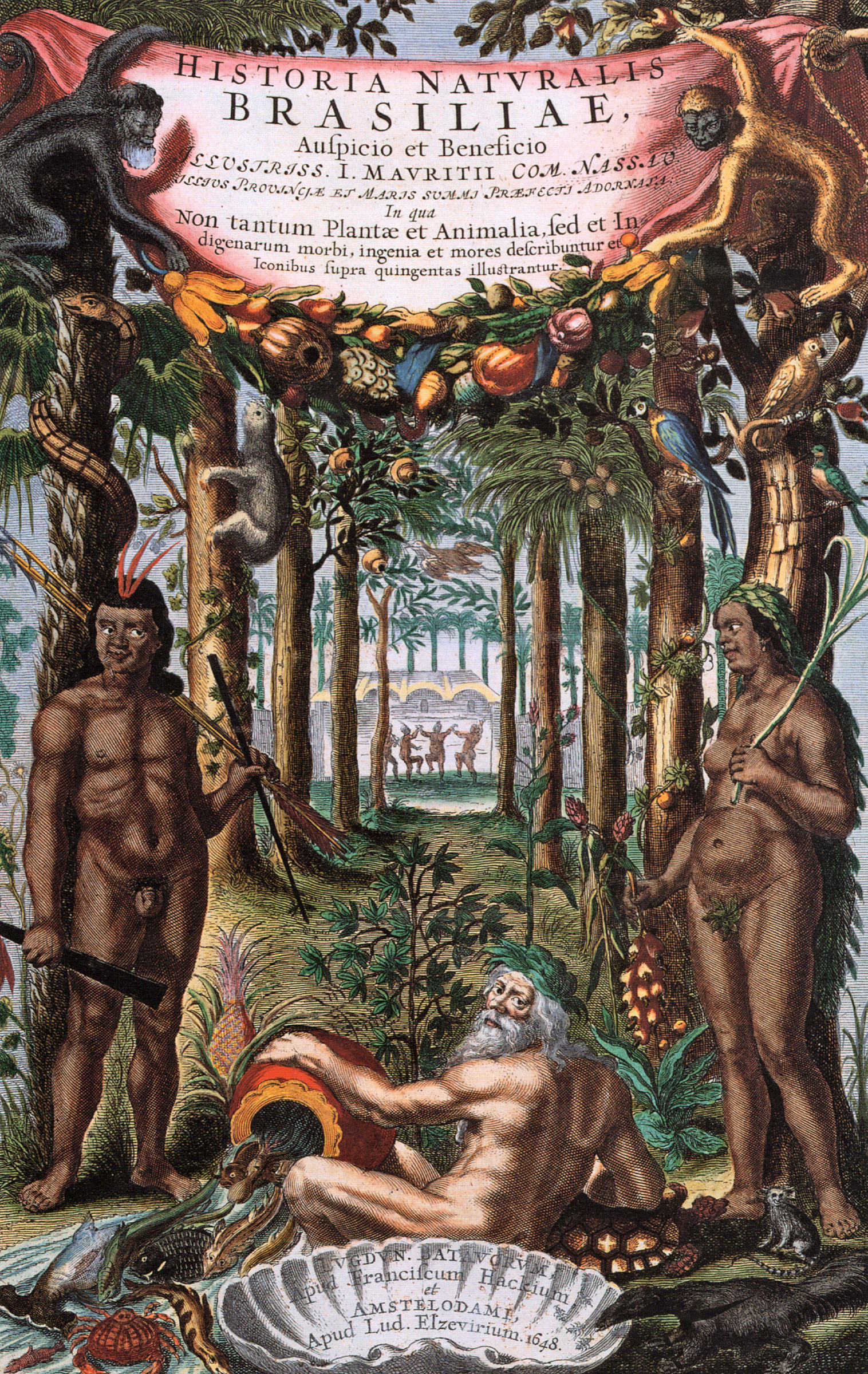
غلاف كتاب هيستوريا ناتوراليس برازيليا (1648) (بالعربية: التاريخ الطبيعي للبرازيل).

جورج ماركغريف (بالألمانية Georg Marggraf، تهجى أيضًا "Marcgraf" " Markgraf ") (1610 - 1644) عالم طبيعي وعالم فلك ألماني، ألف كتاب Historia Naturalis Brasiliae (التاريخ الطبيعي للبرازيل). كان لكتابه الذي نشر بعد وفاته الفضل الكبير في تطور العلوم الحديثة المبكرة. 

## حياته
ولد ماركغريف في ليبشتات في مقاطعة ساكسونيا، درس علم النبات وعلم الفلك والرياضيات والطب في ألمانيا وسويسرا حتى عام 1636 عندما سافر إلى ليدن في هولندا.
في عام 1637 عُين كعالم فلك في شركة تم تأسيسها للإبحار إلى البرازيل الهولندية برفقه الطبيب ويليم بيزو. لاحقا دخل في خدمة حاكم البرازيل الهولندي يوهان موريتس [الإنجليزية] والذي زوده بوسائل استكشاف جزء كبير من البرازيل. وصل إلى البرازيل في أوائل عام 1638 وقاد أول رحلة استكشافية في علم الحيوان والنبات والفلك هناك، واستكشف أجزاء مختلفة من المستعمرة لدراسة تاريخها الطبيعي وجغرافيتها. سافر في وقت لاحق إلى ساحل غينيا ولقي حتفه هناك بسبب سوء المناخ. 

## المنشورات
نُشرت خريطته الكبيرة للبرازيل وهي حدث مهم في رسم الخرائط عام 1647. وفقًا لكوفييه كان ماركغريف الأكثر قدرة والأكثر دقة من بين كل أولئك الذين وصفوا التاريخ الطبيعي للبلدان النائية خلال القرنين السادس عشر والسابع عشر.
ألف بالمشاركة مع ويليم بيزو كتاب Historia Naturalis Brasiliae،  وهو مجلد واحد عن علم النبات وعلم الحيوان في البرازيل، وكان له تأثير دائم في تاريخ العلوم .